# 花凛
『花凛』（かりん）は、Suaraの5枚目のオリジナル・アルバム。2011年10月26日にフィックスレコードからSACDハイブリッド盤として発売された。

## 概要
発売時点でのタイアップ曲は3曲であり、過去のアルバムと比べて非タイアップ曲が多めとなっている。日本国内盤のほかに韓国盤もリリースされた。韓国盤には全編韓国語のボーナストラック「While Waiting U」（作詞：SHIN DONG SIK、作曲：Goldbrush）が収録されている。

## 収録曲
1. 凛として咲く花のように [4:42]
作詞・作曲：巽明子、編曲：衣笠道雄
2. 赤い糸 [4:36]
作詞:須谷尚子、作曲・編曲:松岡純也
  - テレビアニメ『WHITE ALBUM』後期エンディングテーマ。9thシングル。
3. 風のレクイエム [4:33]
作詞：未海、作曲・編曲：衣笠道雄
4. かくれんぼ [4:48]
作詞：巽明子、作曲・編曲：松岡純也
5. アレハタレドキ [5:45]
作詞：U、作曲・編曲：松岡純也
6. 横恋慕 [4:07]
作詞：未海、作曲・編曲：松岡純也
7. ビートに合わせて [4:35]
作詞:U、作曲・編曲:衣笠道雄
8. カイト [4:26]
作詞：未海、作曲：石川真也、編曲：松岡純也
9. 帰郷 [3:49]
作詞：未海、作曲：光田英生、編曲：衣笠道雄
10. 僕らの旅 [5:23]
作詞：巽明子、作曲・編曲：衣笠道雄
11. 唄種-ウタタネ- [4:36]
作詞：U、作曲・編曲：衣笠道雄
12. 雪の魔法 [5:03]
作詞：須谷尚子、作曲・編曲：松岡純也
  - PS3ゲームソフト『WHITE ALBUM ～綴られる冬の想い出～』オープニングテーマ。
  - ゲームサイズは「WHITE ALBUM －綴られる冬の想い出－ ORIGINAL SOUNDTRACK」に収録されている[2]が、フルサイズでのCD収録は初[3]。
13. POWDER SNOW [5:04]
作詞：須谷尚子、作曲：下川直哉、編曲：衣笠道雄
  - PS3ゲームソフト『WHITE ALBUM ～綴られる冬の想い出～』エンディングテーマ。